# Turistická značená trasa 5432
 Turistická značená trasa 5432 měří 9,7 km; spojuje obce Dolný Harmanec a Staré Hory, prochází přes vrcholy Zadný Japeň a Japeň jihovýchodní částí pohoří Velká Fatry na Slovensku a .

## Průběh trasy
Ve směru z Dolného Harmace prudce stoupá lesem k vrcholu Zadný Japeň, následuje odlesněná část (louka) přes bezejmenné sedlo až pod vrchol Japeň, který je opět zalesněný (vyjma vrcholové části). Značka dále silně klesá lesním porostem do obce Staré Hory a pokračuje ještě asi kilometr souběžně se silnicí č E77 na rozcestí Staré Hory - Kostol (autobusová zastávka). Po celé trase není zdroj pitné vody.
| Km  | Místo               | Navazující a křižující trasy                | Souřadnice                      | Nadm. výška  |
| --- | ------------------- | ------------------------------------------- | ------------------------------- | ------------ |
| 0   | Dolný Harmanec      | 8436                                        | 48°48′33″ s. š., 19°3′12″ v. d. | 490 m n. m.  |
| 0,6 | Bystrica - hor.     | 8436                                        | 48°48′50″ s. š., 19°3′6″ v. d.  | 501 m n. m.  |
| 3,6 | Zadný Japeň         |                                             | 48°49′6″ s. š., 19°4′26″ v. d.  | 1065 m n. m. |
| 6,1 | Japeň               | 8452                                        | 48°50′20″ s. š., 19°4′51″ v. d. | 1154 m n. m. |
| 9,7 | Staré Hory, kaplnka | Náučný chodník J. D. Matejovie, 8434, 2628, | 48°50′3″ s. š., 19°6′44″ v. d.  | 480 m n. m.  |

## Galerie

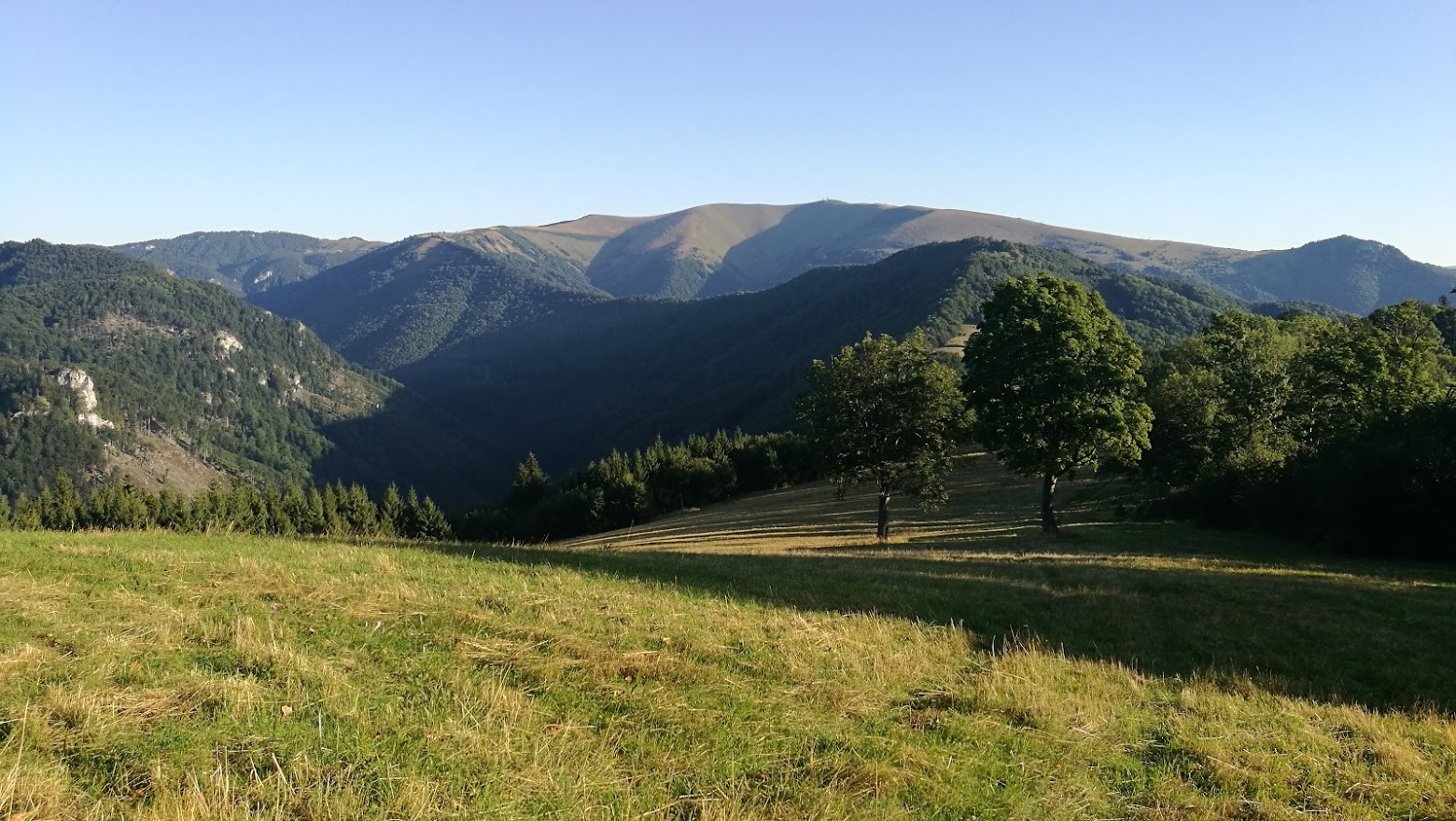
pohled ze Zadního Japeně
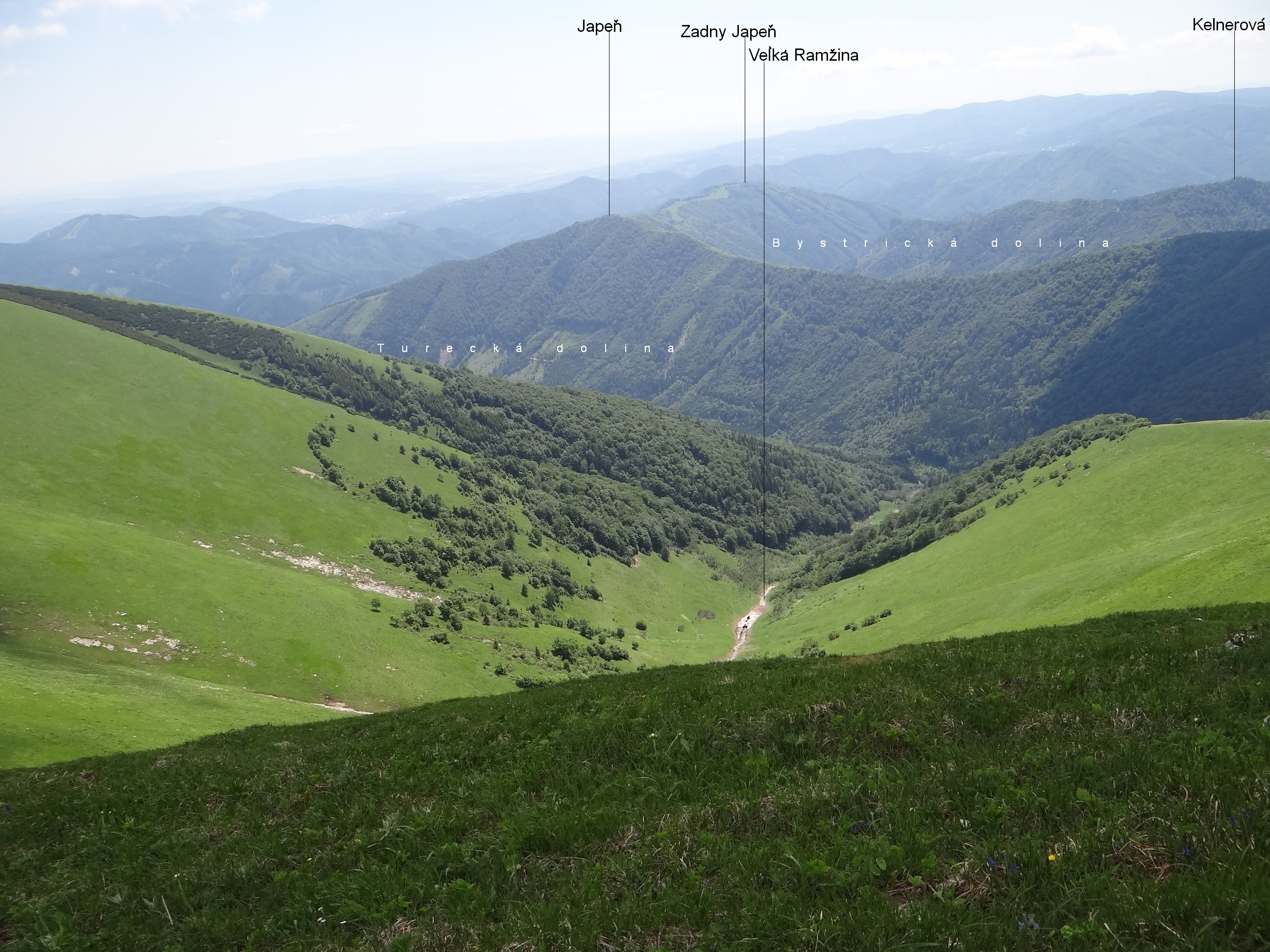
Japeň
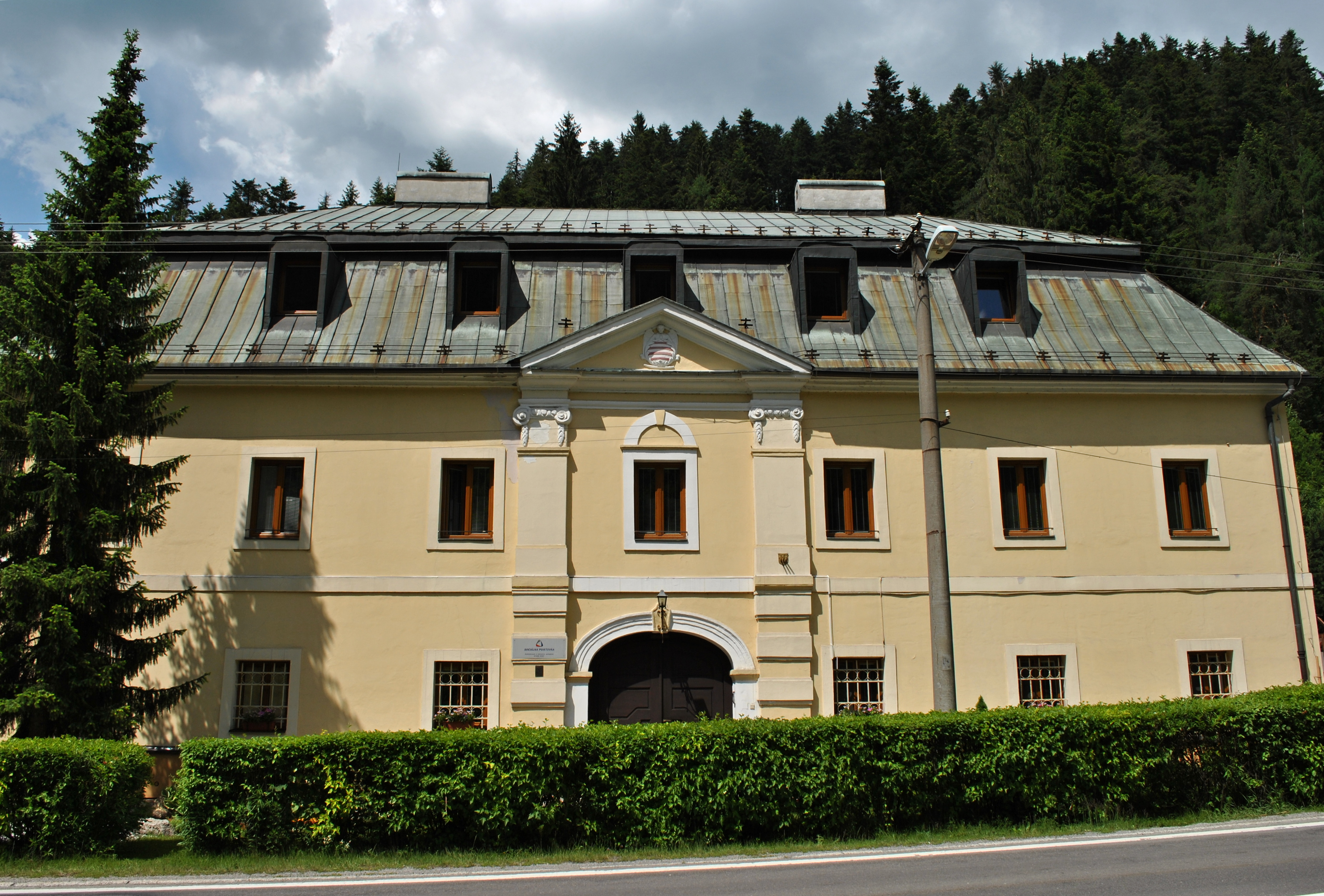
Staré Hory, báňský úřad